# 1513 Mátra
För andra betydelser, se Mátra (olika betydelser).
1513 Mátra eller 1940 EB är en asteroid i huvudbältet, som upptäcktes den 10 mars 1940 av den ungerska astronomen György Kulin i Budapest. Den har fått sitt namn efter bergskedjan Mátra i Ungern.
Asteroiden har en diameter på ungefär 6 kilometer och den tillhör asteroidgruppen Flora.